# Horiguchi Kazushiza
Horiguchi Kazushiza (堀口 一史座 (Quật Khẩu Nhất Sử Tọa)) sinh ngày 28 tháng 2, 1975 (Chiêu Hòa thứ 50) tại TP Tokyo là một kỳ thủ shogi chuyên nghiệp đạt cấp độ Bát đẳng người Nhật Bản.

## Sự nghiệp
Vào tháng 3 năm 1996, Horiguchi đã kết thúc Giải Tam đẳng lần thứ 18 với vị trí nhất bảng xếp hạng và thành tích 14 thắng - 4 thua. Do đó, vào ngày 1 tháng 4 cùng năm, Horiguchi đã được thăng lên Tứ đẳng (4-dan). Vào năm 1998, năm thứ 3 của sự nghiệp của Horiguchi, anh đã tiến vào chung kết Cúp NHK lần thứ 48 (1998-1999). Đối thủ của anh là Habu Yoshiharu Tứ quán. Với lợi thế được cầm Tiên, Horiguchi đã bắt đầu ván đấu bằng chiến pháp Yokofudori khá thuận lợi cho đến nước thứ 14. Ở nước thứ 15, thay vì bắt Tốt với nước X-34, anh lại đi X-28, đổi chiến pháp thành Ai-gakari và sử dụng cấu trúc Bạc dựa tốt (koshikake gin). Habu đã thắng ván đấu này và bảo vệ thành công chức vô địch, và Horiguchi về nhì Cúp NHK lần thứ 48.
Vào năm 1999, Horiguchi một lần nữa về nhì một giải đấu, lần này là Tân Nhân Vương Chiến lần thứ 30. Kì thủ đã đánh bại anh và vô địch là Fujii Takeshi Thất đẳng.
Trong giải đấu chính thức đầu tiên của mình - Ngân Hà Chiến kì 8 năm 2000, Horiguchi đã tiến vào vòng Chung kết sau khi có cho mình chuỗi 15 trận thắng tại block D, bao gồm những trận thắng trước những kì thủ lão làng như Yonenaga Kunio Vĩnh thế Kì Thánh hay Shima Akira Bát đẳng. Tại vòng Chung kết, anh cũng đã xuất sắc vượt qua các kì thủ chiến thắng block C và A, lần lượt là Satō Yasumitsu Cửu đẳng và Moriuchi Toshiyuki Bát đẳng để rồi lại thất bại trước Habu Tứ quán và giành hạng nhì chung cuộc.
Với sự phát triển của Giải đấu Shogi chuyên nghiệp toàn Nhật Bản, vào năm 2001, giải đấu này đã đổi tên thành Giải vô địch Shogi Asahi mở rộng, và trong loạt chung kết 5 ván của kì đầu tiên của giải đấu này, Horiguchi đã chiến thắng 3-1 trước Sugimoto Masataka Lục đẳng để giành chức vô địch lần đầu tiên. Tại buổi tiệc sau loạt tranh ngôi, Horiguchi đã phát biểu rất rõ ràng: "Giải Asahi kiếm tiền rất tốt". Vào năm sau đó, trước thềm loạt tranh ngôi với Khiêu chiến giả Fukaura Kōichi, Horiguchi đã thể hiện quyết tâm bằng cách cạo trọc đầu nhưng cuối cùng đã để thua 1-3.
Tại Thuận Vị Chiến - Hạng C1 kì 61 và hạng B2 kì 62, Horiguchi đã được thăng hạng 2 lần liên tiếp để lên hạng B1.
Vào ngày 2 tháng 9 năm 2005, ở ván đấu với Aono Teruichi Cửu đẳng tại vòng 5 hạng B1 Thuận Vị Chiến kì 64, Horiguchi đã trở thành đề tài được bàn tán vì bữa trưa dài kỉ lục: 5 giờ 24 phút. Do thời gian cho mỗi bên tại Thuận Vị Chiến là 6 giờ, Horiguchi đã sử dụng thời gian bằng 90% thời gian suy nghĩ của mình để ăn trưa. Tại thời điểm đó, cả hai bên đều có thế cờ đổi Tượng giống nhau và hai bên đang tấn công nhau dữ dội. Horiguchi đã thắng ván đấu đó sau 76 nước đi. Khi phát biểu cho Tạp chí Igo - Shogi vào ngày sau đó, anh đã phát biểu "Tôi có thể suy nghĩ lâu như vậy vì tôi có nhiều năng lượng".
Vì phải nghỉ chữa bệnh từ tháng 7 năm 2013 nên Horiguchi không thể thi đấu các trận Thuận Vị Chiến kì 72 - Hạng B2 từ vòng 2 trở đi (8 ván) và tất cả các ván đấu còn lại trong năm 2013. Do đó nên Horiguchi đã bị giáng xuống hạng C1 Thuận Vị Chiến sau khi phải nhận điểm giáng hạng thứ 2. Sau đó, anh quay trở lại thi đấu chính thức từ ngày 10 tháng 6 năm 2014 với ván đấu trước Sawada Shingo Ngũ đẳng tại vòng 1 Thuận Vị Chiến kì 73 - Hạng C1.
Sau trận thắng vào ngày 28 tháng 8 năm 2018 trước Hirafuji Shingo Thất đẳng tại vòng 4 hạng C1 Thuận Vị Chiến kì 77, Horiguchi đã thua tất cả các ván còn lại trong năm 2018 và 2019, đồng thời bị giáng xuống hạng C2 Thuận Vị Chiến. Phải đến vòng 2 hạng C2 Thuận Vị Chiến kì 79 (năm 2020) thì anh mới dứt chuỗi thua 17 ván bằng 2 ván thắng trước Kajiura Hirotaka Lục đẳng và Fukusaki Bungo Cửu đẳng. Sau đó anh thua hết 7 ván còn lại và phải nhận 1 điểm giáng hạng. Ở kì 80 (năm 2021), anh thua hết 10 ván Thuận Vị Chiến và nhận điểm giáng hạng thứ 2.
Vào ngày 15 tháng 12 năm 2022, với chiến thắng trước Satō Shin'ichi Ngũ đẳng tại vòng 7 hạng C2 Thuận Vị Chiến kì 81, Horiguchi đã đạt đủ điều kiện để thăng lên Bát đẳng (8-dan) sau khi có chuỗi thua 12 ván trước đó. Tuy nhiên, cũng tại kì này, với thành tích 2 thắng - 8 thua, Horiguchi đã phải nhận điểm giáng hạng thứ 3 và xuống Free Class, đồng thời chấm dứt chuỗi thua 23 ván liên tiếp của anh tại Thuận Vị Chiến từ kì 79 (trừ ván thắng Satō Shin'ichi). Cho đến bây giờ thì 23 ván thua liên tiếp của Horiguchi vẫn là một kỉ lục tại Thuận Vị Chiến.

## Phong cách thi đấu
Anh là một người chơi Cư Phi Xa. Khi đối đầu với Chấn Phi Xa, anh thường xây thành rất kiên cố. Các chiến thuật khi đối đầu Cư Phi Xa của anh bao gồm Yagura, Ai-gakari, Yokofudori, và đổi Tượng.
Tuy Horiguchi thường suy nghĩ lâu nhưng cờ nhanh cũng là thế mạnh của anh.

## Đời tư
- Horiguchi đã học chơi cờ từ lúc 10 tuổi, sau khi thấy một bàn cờ shogi tại nhà mẹ anh.[5]
- Khi được thăng lên Tứ đẳng, Horiguchi từ chối tham gia buổi tiệc ăn mừng và nói, "Tôi không thể tham gia ăn mừng khi bạn bè tôi vẫn đang trong một cuộc chiến gian khổ". Anh cũng đã làm như vậy sau khi bỏ lỡ cơ hội thăng lên Tứ đẳng khi đã về nhì chung cuộc ở Giải Tam đẳng lần thứ 17.
- Trong khi có nhiều kì thủ coi Shogi là một trò chơi, trong các buổi phỏng vấn, Horiguchi luôn nói về mối quan hệ giữa tâm hồn anh và Shogi.  Đặc biệt, trong các thế cờ khó, anh tin rằng bản năng của anh sẽ xuất hiện qua các nước cờ. Anh cũng không bao giờ quên rèn luyện bản thân bằng cách đọc sách triết học.
- Các tác giả yêu thích của Horiguchi là Tolstoy và Dostoevsky.[5]

## Lịch sử thăng cấp
| Ngày thăng cấp                       | Đẳng cấp          | Ghi chú                                                    |
| ------------------------------------ | ----------------- | ---------------------------------------------------------- |
| 1988 (12-13 tuổi)                    | Lục cấp (6-kyu)   | Gia nhập Trường Đào tạo                                    |
| 1991 (15-16 tuổi)                    | Sơ đẳng (1-dan)   |                                                            |
| 1 tháng 4, 1996 (21 tuổi 1 tháng)    | Tứ đẳng (4-dan)   | Xếp nhất bảng xếp hạng tại Giải Tam đẳng lần thứ 18        |
| 14 tháng 10, 1999 (24 tuổi 7 tháng)  | Ngũ đẳng (5-dan)  | Thắng 50 ván chính thức kể từ khi thăng lên Tứ đẳng        |
| 1 tháng 10, 2002 (27 tuổi 7 tháng)   | Lục đẳng (6-dan)  | Thăng đẳng đặc biệt: Vô địch Giải Asahi mở rộng lần thứ 20 |
| 1 tháng 4, 2004 (29 tuổi 1 tháng)    | Thất đẳng (7-dan) | Thăng lên hạng B1 - Thuận Vị Chiến                         |
| 15 tháng 12, 2022 (47 tuổi 10 tháng) | Bát đẳng (8-dan)  | Thắng 190 ván chính thức kể từ khi thăng lên Thất đẳng     |

## Thành tích chính

### Vô địch các giải không danh hiệu
| Giải đấu          | Năm vô địch | Số lần vô địch |
| ----------------- | ----------- | -------------- |
| Cúp Asahi mở rộng | 2001        | 1              |

### Thăng/giáng hạng/tổ
Chi tiết về hạng/tổ của kỳ thủ vui lòng xem các bài Thuận Vị Chiến và Long Vương Chiến.
| Mùa giải | Thuận Vị Chiến | Thuận Vị Chiến | Thuận Vị Chiến | Thuận Vị Chiến | Thuận Vị Chiến | Thuận Vị Chiến | Thuận Vị Chiến | Thuận Vị Chiến | Long Vương Chiến | Long Vương Chiến | Long Vương Chiến | Long Vương Chiến | Long Vương Chiến | Long Vương Chiến | Long Vương Chiến | Long Vương Chiến |
| Mùa giải | Kỳ             | Danh Nhân      | Hạng A         | Hạng B         | Hạng B         | Hạng C         | Hạng C         | FC             | Kỳ               | Long Vương       | Tổ 1             | Tổ 2             | Tổ 3             | Tổ 4             | Tổ 5             | Tổ 6             |
| Mùa giải | Kỳ             | Danh Nhân      | Hạng A         | Tổ 1           | Tổ 2           | Tổ 1           | Tổ 2           | FC             | Kỳ               | Long Vương       | Tổ 1             | Tổ 2             | Tổ 3             | Tổ 4             | Tổ 5             | Tổ 6             |
| --- | -------------- | -------------- | -------------- | -------------- | -------------- | -------------- | -------------- | -------------- | ---------------- | ---------------- | ---------------- | ---------------- | ---------------- | ---------------- | ---------------- | ---------------- |
| 1996 | 55             |                |                |                |                |                | C250           |                | 10               |                  |                  |                  |                  |                  |                  | Tổ 6             |
| 1997 | 56             |                |                |                |                |                | C220           |                | 11               |                  |                  |                  |                  |                  | Tổ 5             |                  |
| 1998 | 57             |                |                |                |                |                | C206           |                | 12               |                  |                  |                  |                  |                  | Tổ 5             |                  |
| 1999 | 58             |                |                |                |                |                | C213           |                | 13               |                  |                  |                  |                  |                  | Tổ 5             |                  |
| 2000 | 59             |                |                |                |                | C121           |                |                | 14               |                  |                  |                  |                  | Tổ 4             |                  |                  |
| 2001 | 60             |                |                |                |                | C104           |                |                | 15               |                  |                  |                  |                  | Tổ 4             |                  |                  |
| 2002 | 61             |                |                |                | C114           |                |                |                | 16               |                  |                  |                  |                  | Tổ 4             |                  |                  |
| 2003 | 62             |                |                |                | B219           |                |                |                | 17               |                  |                  |                  |                  | Tổ 4             |                  |                  |
| 2004 | 63             |                |                | B113           |                |                |                |                | 18               |                  |                  |                  |                  | Tổ 4             |                  |                  |
| 2005 | 64             |                |                | B111           |                |                |                |                | 19               |                  |                  |                  |                  |                  | Tổ 5             |                  |
| 2006 | 65             |                |                | B111           |                |                |                |                | 20               |                  |                  |                  |                  |                  | Tổ 5             |                  |
| 2007 | 66             |                |                | B108           |                |                |                |                | 21               |                  |                  |                  |                  | Tổ 4             |                  |                  |
| 2008 | 67             |                |                | B107           |                |                |                |                | 22               |                  |                  |                  |                  | Tổ 4             |                  |                  |
| 2009 | 68             |                |                | B109           |                |                |                |                | 23               |                  |                  |                  |                  | Tổ 4             |                  |                  |
| 2010 | 69             |                |                |                | B202           |                |                |                | 24               |                  |                  |                  |                  | Tổ 4             |                  |                  |
| 2011 | 70             |                |                |                | B210           |                |                |                | 25               |                  |                  |                  |                  | Tổ 4             |                  |                  |
| 2012 | 71             |                |                |                | B209x          |                |                |                | 26               |                  |                  |                  |                  | Tổ 4             |                  |                  |
| 2013 | 72             |                |                |                | B223*          |                |                |                | 27               |                  |                  |                  |                  | Tổ 4             |                  |                  |
| 2014 | 73             |                |                |                |                | C102           |                |                | 28               |                  |                  |                  |                  | Tổ 4             |                  |                  |
| 2015 | 74             |                |                |                |                | C124x          |                |                | 29               |                  |                  |                  |                  | Tổ 4             |                  |                  |
| 2016 | 75             |                |                |                |                | C137*          |                |                | 30               |                  |                  |                  |                  | Tổ 4             |                  |                  |
| 2017 | 76             |                |                |                |                | C112           |                |                | 31               |                  |                  |                  |                  |                  | Tổ 5             |                  |
| 2018 | 77             |                |                |                |                | C127x          |                |                | 32               |                  |                  |                  |                  |                  | Tổ 5             |                  |
| 2019 | 78             |                |                |                |                | C136*          |                |                | 33               |                  |                  |                  |                  |                  |                  | Tổ 6             |
| 2020 | 79             |                |                |                |                |                | C202x          |                | 34               |                  |                  |                  |                  |                  |                  | Tổ 6             |
| 2021 | 80             |                |                |                |                |                | C248*x         |                | 35               |                  |                  |                  |                  |                  |                  | Tổ 6             |
| 2022 | 81             |                |                |                |                |                | C251**         |                | 36               |                  |                  |                  |                  |                  |                  | Tổ 6             |
| 2023 | 82             |                |                |                |                |                |                | Fx             | 36               |                  |                  |                  |                  |                  |                  | Tổ 6             |
| Ô đóng khung biểu thị năm trở thành khiêu chiến giả.Chỉ số dưới ở Thuận Vị Chiến biểu thị thứ hạng Thuận Vị vào đầu mùa giải ở hạng đó (x là điểm giáng tổ trong kỳ đó, * là điểm giáng tổ tích luỹ, + là điểm giáng tổ được xoá)FC: Free Class (FX: xếp vào Free Class, FT: tự nguyện xuống Free Class).Chữ in đậm ở Long Vương Chiến biểu thị giành chiến thắng tổ trong Vòng Xếp hạng; Tên tổ(kèm chú thích dưới) biểu thị người chưa phải kỳ thủ chuyên nghiệp tham gia thi đấu. |                |                |                |                |                |                |                |                |                  |                  |                  |                  |                  |                  |                  |                  |

### Đại Thưởng
| Kỳ | Mùa giải | Giải thưởng      |
| -- | -------- | ---------------- |
| 27 | 1999     | Tân binh của năm |